# David de Vos
David de Vos (Voorburg, 2 september 1983) is een Nederlandse evangelist en schrijver binnen de de pinksterbeweging.

## Levensloop
De Vos groeide op in Den Haag en was de tweede in een gezin met vijf kinderen. Na de basisschool bezocht hij de Francois Vatelschool, een kleinschalige vmbo-opleiding. Vervolgens volgde hij twee jaar de Bijbelschool Vorming en Aktie in Voorthuizen. Daarna werkte De Vos een aantal jaren bij de Konmar. Intussen begon hij steeds vaker voor groepen te spreken over het christelijk geloof. 
In 2004 begon De Vos samen met zijn broer de Stichting Go and Tell. De Vos maakte regelmatig zendingsreizen naar Afrika, waar hij uitgroeide tot een protegé van de evangelist Reinhard Bonnke en mede dankzij diens steun voor steeds grotere groepen mensen kon spreken en gebedsgenezingsdiensten organiseren. Daarnaast hield hij evangelisatiecampagnes in onder andere India en Pakistan. Ook binnen de evangelische beweging in Nederland groeide De Vos' bekendheid. Zo sprak hij meerdere keren vanaf het hoofdpodium van de Opwekking-conferentie en tijdens de EO-jongerendag.
Vanuit zijn stichting organiseert De Vos jaarlijks de conferentie Simply Jesus, waar enkele duizenden mensen op afkomen. In november 2021 riep hij het ongenoegen op van een deel van zijn eigen achterban, omdat hij het coronatoegangsbewijs verplicht stelde om toegang te krijgen tot de conferentie. Ook botste hij op dit onderwerp met zijn schoonvader Jaap Dieleman, die enige bekendheid geniet in evangelisch-charismatische kringen. Dieleman liet juist in deze periode op grote schaal een magazine verspreiden waarin hij stelde dat iedereen die zich laat vaccineren, buigt voor een "duivels systeem".
In 2024 verscheen van de hand van Marcel Langedijk een biografie over De Vos met de titel Rauw. In het boek en de interviews er om heen liet De Vos zich kritisch uit - zij het in bedekte termen - over een aantal gebruiken binnen de evangelische beweging. Voor de evangelische kerk Doorbrekers in Barneveld was dat reden op de Paasconferentie Simply Jesus, die zij samen met De Vos organiseerde, af te blazen. De motivatie luidde: "De kerk is het lichaam van Christus en wat je liefhebt, stel je niet bloot aan de publieke opinie".

## Persoonlijk
De Vos is getrouwd en heeft twee kinderen.